# Arlington (Georgia)
Arlington is een plaats (city) in de Amerikaanse staat Georgia, en valt bestuurlijk gezien onder Calhoun County en Early County.

## Demografie
Bij de volkstelling in 2000 werd het aantal inwoners vastgesteld op 1602.
In 2006 is het aantal inwoners door het United States Census Bureau geschat op 1514, een daling van 88 (-5,5%).

## Geografie
Volgens het United States Census Bureau beslaat de plaats een oppervlakte van
10,3 km², geheel bestaande uit land. Arlington ligt op ongeveer 77 m boven zeeniveau.

## Plaatsen in de nabije omgeving
De onderstaande figuur toont nabijgelegen plaatsen in een straal van 24 km rond Arlington.